# Mursa diacia
Mursa diacia är en fjärilsart som beskrevs av Swinhoe 1905. Mursa diacia ingår i släktet Mursa och familjen nattflyn. Inga underarter finns listade i Catalogue of Life.